# August Bender (Mediziner)

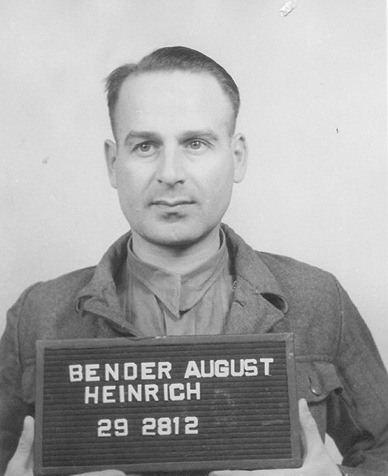
August Bender, April 1947

August Heinrich Bender (* 2. März 1909 in Kreuzau; † 29. Dezember 2005 in Düren) war ein deutscher Mediziner, SS-Sturmbannführer, Lagerarzt im KZ Buchenwald und Landarzt in Kelz in der Gemeinde Vettweiß.

## Herkunft, Familie, Studium und Berufseinstieg
August Bender war der Sohn des Amtsrentmeisters Johann Michael Bender (* 1877) und dessen Ehefrau Maria Agnes geborene Kayser (* 1885) und wuchs in einem katholisch-konservativen Milieu auf. Nach dem Besuch der Volksschule wechselte er auf das Realgymnasium Düren, wo er im Frühjahr 1929 die Reifeprüfung ablegte. Danach absolvierte er ein Studium der Medizin an den Universitäten Bonn, Köln, Freiburg sowie Kiel, das er im Jahr 1935 mit dem Staatsexamen beendete. Anschließend wurde er in Kiel zum Dr. med. promoviert.
Seit 1939 war er mit Hildegard, geschiedene Röntz, geborene Köppelmann (1914–1985), verheiratet. Aus der Ehe gingen zwei Kinder hervor.

## Tätigkeit als Truppen- und Lagerarzt
Bender trat zum 1. Mai 1933 der NSDAP (Mitgliedsnummer 2.087.161) und zum 1. November 1933 der SS (SS-Nummer 194.671) bei. Ab November 1938 gehörte er als hauptamtlicher Sanitätsoffizier der SS-Totenkopfstandarte „Thüringen“ zum medizinischen Personal, das für die SS-Wachmannschaften, deren Familien und die Häftlinge des KZ Buchenwald zuständig war; Bender war zunächst hauptsächlich für die ärztliche Betreuung der Wachmannschaften und deren Familien eingesetzt, fungierte aushilfsweise aber auch als Lagerarzt. Mit dem Beginn des Zweiten Weltkrieges war Bender als Truppenarzt bei der SS-Division Totenkopf in der Aufklärungsabteilung, dem Wirtschaftsbataillon und der Panzerjägerabteilung eingesetzt. Von August 1944 bis zum 11. April 1945 fungierte Bender erneut als zweiter Lagerarzt im KZ Buchenwald unter dem Standort- und ersten Lagerarzt Gerhard Schiedlausky. Zu Benders Hauptaufgaben gehörte die Selektion von arbeitsfähigen Häftlingen für Arbeits- und Außenkommandos und die damit verbundene Aussonderung Kranker und Schwacher zur „Vernichtung“. Bender selektierte dabei auch Häftlinge für das Buchenwalder Nebenlager Ohrdruf, in dem Häftlinge unter katastrophalen Lebens- und Versorgungsbedingungen am geheimen Bauprojekt S III zur Zwangsarbeit in Stollen verpflichtet wurden.

„Ich hatte Anweisung für Ohrdruf (S III) nur voll arbeitsfähige und kräftige Häftlinge auszuwählen. Ich habe mich an diese Anweisung strikt gehalten. Ich kann mich erinnern, daß ich mir eine große Anzahl Häftlinge, es mögen 4 – 5000 gewesen sein, anschauen mußte, um etwa 1 1/2 bis 2000 arbeitsfähige Haeftlinge zu finden, die den Ansprüchen genügten. Die Aussuchung war dadurch beschleunigt, daß, wenn die Häftlinge bei mir vorbeimarschierten, ich sofort sehen konnte, welcher Häftling für das Kommando – schon seines unterernährten Aussehens wegen – nicht in Frage kam.“

Auch an der Selektion für Transporte von zum Teil minderjährigen Juden und Sinti und Roma in das Vernichtungslager Auschwitz-Birkenau im Herbst 1944 war Bender maßgeblich beteiligt.

## Internierung, Kriegsverbrecherprozess und Haft
Nach Kriegsende wurde Bender, der sich in die sogenannte Alpenfestung abgesetzt hatte, bei Mittersill in Österreich verhaftet und über verschiedene Internierungslager in das Sonderlager Dachau gebracht. Zusammen mit Hans-Theodor Schmidt, Hans Merbach, Max Schobert, Albert Schwartz und Otto Barnewald, die ebenfalls zum Lagerpersonal des KZ Buchenwald gehörten, war er zuvor kurzzeitig auch in dem US-amerikanischen Kriegsgefangenenlager Bad Aibling interniert und wurde im US Army Group Interrogation Center Oberursel verhört.
Im Rahmen der Dachauer Prozesse wurde Bender im Buchenwald-Hauptprozess mit 30 weiteren Beschuldigten angeklagt. Nach Zeugenaussagen ehemaliger Häftlinge soll Bender an Selektionen teilgenommen haben – einzelne Zeugen erhoben auch den Vorwurf, er habe Häftlinge misshandelt. Dem gegenüber sagten die Häftlingspfleger des Häftlingskrankenbaues, in dem Bender als Lagerarzt tätig war, aus, dass er nie Häftlinge misshandelt habe, sondern über einen guten Ruf in Buchenwald verfügte und zudem in der Behandlung der Häftlinge keine diskriminierenden Unterschiede gemacht habe. Am 14. August 1947 wurde Bender wegen Mithilfe und Teilnahme an den Gewaltverbrechen im KZ Buchenwald zu zehn Jahren Haft verurteilt, die später auf drei Jahre Haft reduziert wurden. Bender wurde im Juni 1948 aus dem Kriegsverbrechergefängnis Landsberg entlassen.

## Die Zeit nach der Haftentlassung
Nach seiner Entlassung gab Bender in Kreuzau, seinem Geburtsort, am 8. November 1948 eine eidesstattliche Erklärung ab, in der er von verschärften Vernehmungsmethoden und Misshandlungen von Mitte September bis Anfang Oktober 1945 durch US-amerikanische Offiziere im Camp King in Oberursel berichtete. Jens Westemeier nennt es das „Märchen von der auf 80 Grad erhitzten Zelle in Oberursel“. Trotz ehemaliger SS-Mitgliedschaft wurde er als Mitläufer entnazifiziert.
Bender ließ sich im Jahr 1949 in Kelz in der Gemeinde Vettweiß als Hausarzt nieder und praktizierte dort bis zum Jahr 1988. Er war von 1953 bis zur Auflösung der Kameradschaft Düren 1993 Mitglied in der Hilfsgemeinschaft auf Gegenseitigkeit der Angehörigen der ehemaligen Waffen-SS e.V. (HIAG). Laut seinem Sohn hat er Mitte der 1960er Jahre von einem Bauern aus der Umgebung eine Menora erhalten, die während der Novemberpogrome 1938 aus der zerstörten Synagoge Vettweiß entwendet wurde. Diesen siebenarmigen Leuchter ließ er dann restaurieren und nutzte ihn als Dekoration auf seinem Treppenabsatz. Kurz vor seinem Tod übereignete Bender die Menora dem Landschaftsverband Rheinland. Bender starb im Dezember 2005 in Düren.